# 非細胞生命

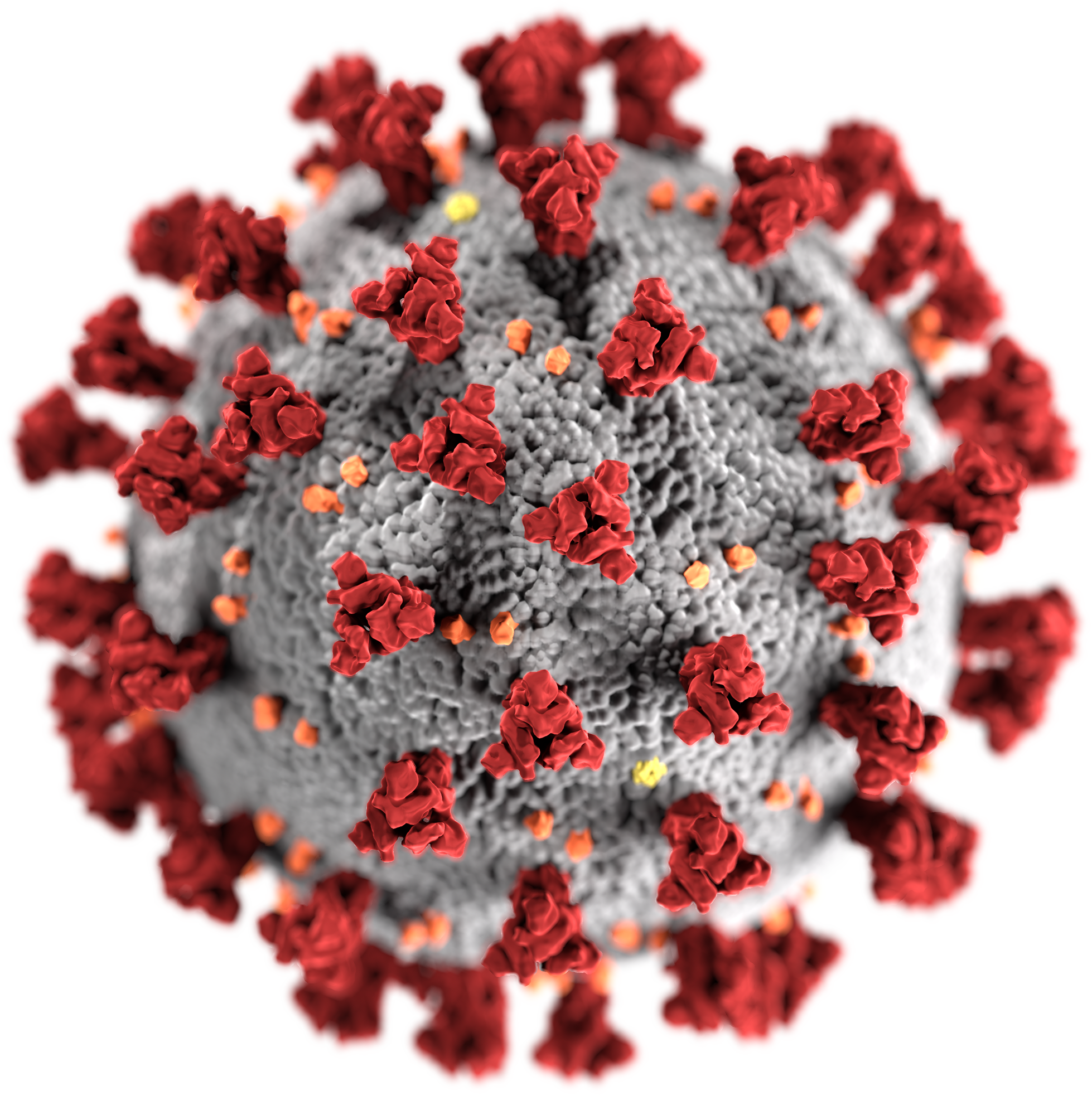
ウイルス。画像はSARSコロナウイルス2のイメージ画像。

非細胞生命（ひさいぼうせいめい、英: Non-cellular life、Acellular life）とは、生活環の一部もしくは全体で細胞を持たない生物を指す。日本語訳では無細胞生命、非細胞生物などとも呼ばれる。
歴史的にほとんどの生物の定義は「一つ以上の細胞を有すること」が前提とされてきたが、近年ではもはや不要な条件だとする声も上がっており、細胞性以外の構造配置に基づく生命の存在が徐々に認められつつある。

## 核酸を持つ病原体

### ウイルス
発見当初、学者間ではウイルスのことを「毒素」（Poisons）あるいは「感染性タンパク質」（Infectious proteins）などと表現していた。しかし、遺伝物質や明確な構造、自発的に構成要素から同体を組み立てる能力を持っていることから、ウイルスは基本的に生物か非生物か、具体的に言えは「非常に小さい生物学的な有機体」と見なすべきか、それとも「非常に大きい生物学的な分子」と見なすべきか、という点で広く議論をもたらした。ウイルスは宿主となる細胞を無くして代謝、成長、生殖といったいかなる生理機能を果たすことは不可能である。そのため1950年代以降、多くの科学者がウイルスを化学と生命、生命と非生命の境界線に位置している存在と考えている。

### ウイロイド
もしもウイルスが境界線上の存在であるか、そもそも生きているの定義に含まれないのであれば、ウイロイドは更に「生き物」から遠ざかっていると言える。ウイロイドはカプシドのようなタンパク質の殻を一切持たず、環状で短い一本鎖RNAから成る最小の病原体である。維管束植物に感染することが知られており、中には産業として重要な植物に感染する種類（ジャガイモやせいもウイロイドなど）もいる。ウイロイドのゲノムはたった246～467の核酸塩基しか持たず、非常に小さい。これと比較して、感染を引き起こすことができる最小のウイルスのゲノムは約2000ほどである。ウイロイドのRNAはいかなるタンパク質もコードしない。
複製の仕組みとしては、通常のDNAからmRNAの合成に関与する宿主細胞の酵素にあたるRNAポリメラーゼIIを乗っ取り、代わりにウイロイドのRNAをテンプレートとして使わせ合成させる（ローリングサークル）。一部のウイロイドはリボザイムをもってしてより大きな複製中間体からゲノムの単位レベルでの切断や複合体の形成を可能とする特性を持つ。その起源の説明としては、DNAあるいはタンパク質を獲得する以前の、古代のRNAワールドに由来する「生きた化石」ではないかという仮説がある。
1980年代の内に初めて提案されたこの見解は、無生物から生物への進化の重要な中間段階（生命の起源）を説明するにあたって、2010年代から再び流行した。

### オベリスク
2024年、ウイロイドとは似て非なる、RNAベースの構造体が発見された可能性が発表された。オベリスクは、ヒト体内における微生物叢の配列データベースから発見され、腸内細菌を宿主に持つと考えられている。タンパク質をコードしないウイロイドとは異なり、オブリン（oblin）と呼ばれる二種類のタンパク質と、棒状と予想される二次構造のRNAをコードする。

### プリオン
プリオンはいかなる核酸（DNAやRNA）を持たず、ミスフォールドタンパク質だけで構成されている病原体である。その特性から、従来の生命と遺伝に関する常識から外れた、特異な感染形態の代表ともいえる存在である。プリオンは主に伝達性海綿状脳症（通称プリオン病）と呼ばれる中枢神経系への変性疾患を引き起こすことで知られており、代表的な例はヒトに罹患するクロイツフェルト・ヤコブ病、ウシに罹患する牛海綿状脳症（通称狂牛病）、ヒツジやヤギ類に罹患するスクレイピーなどが挙げられる。
ウイルスやウイロイドとは異なり、プリオンはヌクレオチドにコードされた遺伝的命令を持っていない。その代わりに、正しくフォールディングされたプリオンタンパク質（PrPc）を病原性のもの（PrPSc）へ変質させることによって増殖する。この異常な形態が神経組織に累積していき、プロテアーゼによる分解に抵抗を示すため、結果的に細胞へのダメージや神経系の変性に繋がる。感染性のタンパク質と一般的なタンパク質との違いは立体的な構造の違いのみである。
プリオンは遺伝形質ならび代謝のプロセスも果たすことができないため、その点においてはウイルスやウイロイドよりもさらに従来の定義を外れていると言える。いずれにせよ、繁殖（自身のミスフォールドタンパク質を介して）、進化（異なる株同士で遺伝可能な形質に違いがある）、その他個体同士、場合によっては種までもを超えて伝達を行う。
プリオンの起源については現在も議論され続けている。プリオンは古代の核酸を持つ生命以前の生命の生き残りであると主張する学者もいれば、一方で自己増殖するタンパク質構造として現代の生物達の中で進化したと指摘する者もいる。プリオンのような仕組みは現在、例えば神経細胞中の記憶の制御や酵母菌の後成遺伝など、病症以外の側面においても注目が集まっている。

## 最初普遍共通祖先
最初普遍共通祖先（FUCA）は、最終普遍共通祖先（LUCA）及びそれらの姉妹系統、そして現存する全ての細胞の最も古い祖先にあたる存在として提案された、非細胞生物の一例となっている。